# هارپریش
هارپریش (به فرانسوی: Harprich) یک کمون در فرانسه است که در Canton of Grostenquin واقع شده‌است.

## خصوصیات
هارپریش ۸٫۷۸ کیلومترمربع مساحت و ۱۹۱ نفر جمعیت دارد و ۱۳۶ متر بالاتر از سطح دریا واقع شده‌است.